# Lepidostoma doehleri
Lepidostoma doehleri is een schietmot uit de familie Lepidostomatidae. De soort komt voor in het Palearctisch gebied.